# The Baker & the Beauty (serie televisiva 2020)
The Baker & the Beauty è una serie televisiva statunitense, composta da 9 episodi, trasmessa dal canale ABC dal 13 aprile al 1º giugno 2020. La serie è un adattamento della serie israeliana The Baker & the Beauty (Lehiyot Ita), andata in onda in Israele tra il 2013 e il 2021.
Questo è il secondo remake della serie omonima israeliana dopo quello olandese del 2015 intitolato Bagels & Bubbels: zij hoort bij mij e prima della versione indiana del 2021.
In Italia è andata in onda in seconda serata su Canale 5 dal 14 giugno al 2 agosto 2021.

## Trama
La serie racconta la storia d'amore tra Noa Hamilton (Nathalie Kelley) e Daniel Garcia (Victor Rasuk). L'australiana Noa è una famosa modella internazionale e magnate della moda e della cosmetica. La donna è di nuovo single dopo che il suo fidanzato, l'attore Colin Davis (Noah Mills), l'ha tradita con una sua collega. L'americano di origini cubane Daniel lavora invece nella panetteria di famiglia a Miami ed è fidanzato da quattro anni con Vanessa (Michelle Veintimilla). Una sera, Noa e Daniel si incontrano casualmente nella toilette di un ristorante dove il ragazzo è a cena con Vanessa e Noa sta "festeggiando" la fine della sua storia con Colin. Durante la cena, Vanessa chiede pubblicamente a Daniel di sposarla. Il ragazzo, imbarazzato, rifiuta, e viene lasciato a piedi dalla ragazza. Noa - in compagnia di alcune amiche e del suo manager, Lewis (Dan Bucatinsky) - si offre di accompagnarlo a casa.

## Episodi
| Stagione       | Episodi | Prima TV USA | Prima TV Italia |
| -------------- | ------- | ------------ | --------------- |
| Prima stagione | 9       | 2020         | 2021            |

## Sviluppo e produzione
Nell'ottobre 2018, la ABC comunica che è in cantiere un remake americano della serie televisiva israeliana Lehiyot Ita. L'azione si sposta dalle israeliane Bat Yam e Tel Aviv all'americana Miami, dove la star internazionale Noa Hollander conosce Daniel, figlio di una famiglia cubana di panettieri.
La serie è affidata a Dean Georgaris per la sceneggiatura e a David Frankel per la regia. La produzione è invece della Universal Television in collaborazione con la Keshet, già produttrice della serie originale.
Nel gennaio 2019 la ABC ordina ufficialmente il pilot della serie.
Nel marzo 2019, vengono resi noti i nomi degli attori protagonisti: Nathalie Kelley (Noa Hamilton) e Victor Rasuk (Daniel Garcia).
A maggio 2019, la ABC annuncia che il telefilm viene trasmesso nella primavera 2020.
Girato ad Atlanta, l'episodio pilota va in onda sulla ABC il 13 aprile 2020.
Il resto della serie è stato girato a Puerto Rico.

## Cancellazione della serie
La serie è stata cancellata alla fine della prima stagione a causa dei bassi ascolti. Per salvarla, è nata una petizione in cui viene chiesto ai vari servizi di streaming come Netflix o Prime Video di produrre una seconda stagione.
Alcuni degli interpreti si sono espressi contro la cancellazione. Secondo la protagonista Nathalie Kelley un telefilm con un cast tutto latino è "necessario" in un momento storico in cui la gente "marcia per le strade per chiedere una maggiore rappresentazione e maggiore diversità". Lisa Vidal, interprete di Mari, ritiene che la serie sia "importante perché rappresenta soprattutto una bellissima famiglia latina. Essa parla dei bellissimi lati della comunità latina, fatti di amore, sudore e passione. Parla di meravigliose verità che al momento non sono rappresentate né in tv né al cinema".
Eva Longoria - produttrice di Grand Hotel, altra serie tutta latina cancellata dopo una stagione nel 2019 - si è espressa contro la cancellazione di The Beauty and the Baker e spera che la serie trovi un'altra casa. Critiche sono arrivate anche da Zoe Saldana, Gabrielle Union e la co-creatrice di Giorno per giorno (One Day at a Time), Gloria Calderon Kellet.
Karey Burke, presidente della ABC Entertainment, si è detto rammaricato per la decisione, essendo lui stesso fan della serie.
Nonostante i vari tentativi da parte della Universal di vendere il telefilm ad altre case di produzione e ad altri network, a luglio 2020 viene confermata la cancellazione definitiva della serie.